# Jacksonville Barracudas
I Jacksonville Barracudas sono una squadra della Southern Professional Hockey League con sede a Jacksonville, Florida. I Barracudas giocano la stagione 2007-08 al Jacksonville Ice.
La storia dei Barracudas inizia nel 2002 al Jacksonville Coliseum nell'Atlantic Coast Hockey League, che terminò alla fine della stagione 2002-03. Nell'offseason 2003 cambiarono molti impianti e leghe: il Coliseum fu demolito e rimpiazzato dalla Jacksonville Veterans Memorial Arena da 15000 posti, e fu fondata la World Hockey Association 2.
La WHA2 durò un solo anno, in cui i Barracudas vinsero sia il titolo della regular season che il campionato: il 16 aprile 2004 i Barracudas si laurearono campioni battendo i Macon Trax conquistando il primo titolo professionistico nell'hockey per la città di Jacksonville.
A questo punto la WHA2 fallì e i Barracudas passarono alla Southern Professional Hockey League per il 2004-05, arrivando alle semifinali.  Nel 2005-06 arrivarono in fondo alla classifica, ma nel 2006-07 migliorarono finendo sesti con un record 25-24-7.
Il 4 aprile 2007 i Barracudas sconfissero i Columbus Cottonmouths 3 partite a 1, qualificandosi per le SPHL Finals per la prima volta.  Giocarono quindi contro i Fayetteville FireAntz, che conquistarono la SPHL President's Cup con 3 vittorie ad 1.
L'attuale allenatore è Rick Allain; fra il 2003 e il 2006 era stato Ron Duguay.